# Zeptoseconde
| Kleinere eenheden | Kleinere eenheden | Kleinere eenheden |
| factor            | naam              | symbool           |
| ----------------- | ----------------- | ----------------- |
| 10−30             | quectoseconde     | qs                |
| 10−27             | rontoseconde      | rs                |
| 10−24             | yoctoseconde      | ys                |
| 10−21             | zeptoseconde      | zs                |
| 10−18             | attoseconde       | as                |
| 10−15             | femtoseconde      | fs                |
| 10−12             | picoseconde       | ps                |
| 10−9              | nanoseconde       | ns                |
| 10−6              | microseconde      | µs                |
| 10−3              | milliseconde      | ms                |
| 1                 | seconde           | s                 |
| 103               | kiloseconde       | ks                |

Een zeptoseconde is een triljardste van een seconde (10−21 van een seconde of 1 zs). Het woord wordt gevormd door het voorvoegsel zepto, gevoegd bij de eenheid seconde. Men spreekt in het dagelijkse leven nooit van een zeptoseconde, omdat het extreem vele ordes van grootte kleiner is dan wat mensen zonder hulpmiddelen kunnen waarnemen. Deze eenheid wordt aangewend in de scheikunde en de fysica, voornamelijk bij de studie van licht en atomen.

## Zeptoseconden in de wetenschap
- 7 zeptoseconden is de halfwaardetijd van de onstabiele isotoop 9He
- 247 zeptoseconden is sinds 16 oktober 2020 de kleinste eenheid van tijd ooit gemeten